# Charlie Neal
Charles Lenard Neal (Longview, Texas, 30 de enero de 1931-Dallas, Texas, 18 de noviembre de 1996), más conocido como Charlie Neal, fue un jugador profesional estadounidense de béisbol que se desempeñó en la posición de segunda base en las Grandes Ligas de Béisbol (MLB). Logró obtener un Guante de Oro.

## Carrera
Neal jugó como profesional seis temporadas en Los Angeles Dodgers (1956-1961), después pasó a New York Mets (1962-1963), luego a Cincinnati Reds, donde jugó una temporada (1963), y fue el equipo en el que se retiró.

## Premios
Fue galardonado con el Guante de Oro en una oportunidad (1959).